# Pootsiku
Pootsiku  est un village de 18 habitants de la Commune de Iisaku du Comté de Viru-Est en Estonie. 